# Валтос
Валтос (греч. Όρη Βάλτου) — горный хребет на западе Греции. Занимают северо-восточную часть периферийной единицы Этолия и Акарнания в периферии Западная Греция (община Амфилохия и юго-восточную часть периферийной единицы Арта в периферии Эпир (община Еорьос-Карайскакис). Хребет, ориентированный с северо-запада на юго-восток, протяженностью около 50 км, образует западную границу болотистой долины реки Ахелоос, которая дала название горам (βάλτος — «болото»). Ахелоос отделяет хребет от гор Аграфа (Южный Пинд). Высочайшая вершина — гора Аэти высотой 1852 м над уровнем моря находится в периферийной единице Арта. Южнее расположены вершины Пирамида (1782 м) и Кавала (Καλάνα ή Κανάλα ή Ποτίστρες, 1520 м).
Горы также известны под славянским названием Гаврово (Габрово), которое происходит от дерева граб (болг. габър).
Горы покрыты зарослями маквис, дубовыми лесами, а на больших высотах — еловыми лесами. Деятельность человека включает животноводство и земледелие.
Горы являются важным местом для птиц. В прошлом здесь гнездился белоголовый сип. Горы с 2021 года входят в специальную охраняемую зону (СОЗ, Special Protection Area, SPA) площадью 47 132,28 га, часть сети территорий «Натура 2000».